# Olympische Sommerspiele 2012/Teilnehmer (Slowakei)
| Gelbes Symbol für Goldmedaillen mit stilisierten Olympischen Ringen | Graues Symbol für Silbermedaillen mit stilisierten Olympischen Ringen | Braundes Symbol für Bronzemedaillen mit stilisierten Olympischen Ringen |
| ------------------------------------------------------------------- | --------------------------------------------------------------------- | ----------------------------------------------------------------------- |
| —                                                                   | 1                                                                     | 3                                                                       |

Die Slowakei nahm an den Olympischen Sommerspielen 2012 in der britischen Hauptstadt London mit 46 vom Slovenský olympijský a športový výbor nominierten Athleten in 11 Sportarten teil.
Seit 1996 war es die fünfte Teilnahme der Slowakei an Olympischen Sommerspielen.  

## Medaillengewinner
Mit einer gewonnenen Silber- und drei Bronzemedaillen belegte das slowakische Team Rang 63 im Medaillenspiegel.

### Silber
- Zuzana Štefečeková: Schießen, Trap

### Bronze
- Danka Barteková: Schießen, Skeet
- Michal Martikán: Kanu, Kanuslalom /  Einer-Canadier (C-1)
- Pavol Hochschorner und Peter Hochschorner: Kanu, Kanuslalom / Zweier-Canadier (C-2)

## Teilnehmer nach Sportarten

### Badminton
| Athleten         | Wettbewerb | Gruppenphase        | Gruppenphase                         | Gruppenphase | Gruppenphase | Achtelfinale       | Achtelfinale       | Viertelfinale      | Viertelfinale      | Halbfinale         | Halbfinale         | Finale             | Finale             | Rang |
| Athleten         | Wettbewerb | Gegner              | Ergebnis                             | Punkte       | Rang         | Gegner             | Ergebnis           | Gegner             | Ergebnis           | Gegner             | Ergebnis           | Gegner             | Ergebnis           | Rang |
| ---------------- | ---------- | ------------------- | ------------------------------------ | ------------ | ------------ | ------------------ | ------------------ | ------------------ | ------------------ | ------------------ | ------------------ | ------------------ | ------------------ | ---- |
| Frauen           |            |                     |                                      |              |              |                    |                    |                    |                    |                    |                    |                    |                    |      |
| Monika Fašungová | Einzel     | Gu Juan Victoria Na | 0:2 (5:21, 11:21) 0:2 (12:21, 18:21) | 0            | 3            | nicht qualifiziert | nicht qualifiziert | nicht qualifiziert | nicht qualifiziert | nicht qualifiziert | nicht qualifiziert | nicht qualifiziert | nicht qualifiziert | 17   |

### Gewichtheben
| Athleten       | Wettbewerb                 | Reißen  | Reißen | Stoßen  | Stoßen | Zweikampf | Zweikampf | Rang |
| Athleten       | Wettbewerb                 | Gewicht | Rang   | Gewicht | Rang   | Gewicht   | Rang      | Rang |
| -------------- | -------------------------- | ------- | ------ | ------- | ------ | --------- | --------- | ---- |
| Männer         |                            |         |        |         |        |           |           |      |
| Martin Tešovič | Schwergewicht (bis 105 kg) | 167     | 12     | 196     | 12     | 363       | 11        | 11   |

### Leichtathletik
Laufen und Gehen
| Athleten          | Wettbewerb  | Vorlauf     | Vorlauf | Halbfinale  | Halbfinale | Finale      | Finale | Rang |
| Athleten          | Wettbewerb  | Zeit        | Rang    | Zeit        | Rang       | Zeit        | Rang   | Rang |
| ----------------- | ----------- | ----------- | ------- | ----------- | ---------- | ----------- | ------ | ---- |
| Frauen            |             |             |         |             |            |             |        |      |
| Lucia Klocová     | 1500 m      | 4:07,79 min | 9       | 4:02,99 min | 8          | 4:12,64 min | 8      | 8    |
| Katarína Berešová | Marathon    | –           | –       | –           | –          | 2:48:11 h   | 99     | 99   |
| Mária Czaková     | 20 km Gehen | –           | –       | –           | –          | 1:37:43 h   | 53     | 53   |
| Männer            |             |             |         |             |            |             |        |      |
| Anton Kučmín      | 20 km Gehen | –           | –       | –           | –          | 1:22:25 h   | 23     | 23   |
| Miloš Bátovský    | 50 km Gehen | –           | –       | –           | –          | 4:09:32 h   | 48     | 48   |
| Matej Tóth        | 50 km Gehen | –           | –       | –           | –          | 3:41:24 h   | 8      | 8    |

Springen und Werfen
| Athleten         | Wettbewerb | Qualifikation | Qualifikation | Finale             | Finale             | Rang               |
| Athleten         | Wettbewerb | Weite/Höhe    | Rang          | Weite/Höhe         | Rang               | Rang               |
| ---------------- | ---------- | ------------- | ------------- | ------------------ | ------------------ | ------------------ |
| Frauen           |            |               |               |                    |                    |                    |
| Jana Velďáková   | Weitsprung | 6,18 m        | 27            | nicht qualifiziert | nicht qualifiziert | nicht qualifiziert |
| Dana Velďáková   | Dreisprung | 14,22 m       | 10            | 11,92 m            | 12                 | 12                 |
| Martina Hrašnová | Hammerwurf | 68,41 m       | 20            | nicht qualifiziert | nicht qualifiziert | nicht qualifiziert |
| Männer           |            |               |               |                    |                    |                    |
| Michal Kabelka   | Hochsprung | 2,16 m        | 30            | nicht qualifiziert | nicht qualifiziert | nicht qualifiziert |
| Marcel Lomnický  | Hammerwurf | 74,00 m       | 15            | nicht qualifiziert | nicht qualifiziert | nicht qualifiziert |

### Judo
| Athleten    | Wettbewerb                | 1. Runde      | 1. Runde    | Achtelfinale       | Achtelfinale       | Viertelfinale      | Viertelfinale      | Hoffnungsrunde Halbfinale | Hoffnungsrunde Halbfinale | Halbfinale         | Halbfinale         | Hoffnungsrunde Finale | Hoffnungsrunde Finale | Finale             | Finale             | Rang               |
| Athleten    | Wettbewerb                | Gegner        | Ergebnis    | Gegner             | Ergebnis           | Gegner             | Ergebnis           | Gegner                    | Ergebnis                  | Gegner             | Ergebnis           | Gegner                | Ergebnis              | Gegner             | Ergebnis           | Rang               |
| ----------- | ------------------------- | ------------- | ----------- | ------------------ | ------------------ | ------------------ | ------------------ | ------------------------- | ------------------------- | ------------------ | ------------------ | --------------------- | --------------------- | ------------------ | ------------------ | ------------------ |
| Männer      |                           |               |             |                    |                    |                    |                    |                           |                           |                    |                    |                       |                       |                    |                    |                    |
| Milan Randl | Mittelgewicht (bis 90 kg) | Ilias Iliadis | 0002 - 0111 | nicht qualifiziert | nicht qualifiziert | nicht qualifiziert | nicht qualifiziert | nicht qualifiziert        | nicht qualifiziert        | nicht qualifiziert | nicht qualifiziert | nicht qualifiziert    | nicht qualifiziert    | nicht qualifiziert | nicht qualifiziert | nicht qualifiziert |

### Kanu

#### Kanurennsport
| Athleten                                          | Wettbewerb | Vorlauf      | Vorlauf | Halbfinale         | Halbfinale         | Finale             | Finale             | Rang               |
| Athleten                                          | Wettbewerb | Zeit         | Rang    | Zeit               | Rang               | Zeit               | Rang               | Rang               |
| ------------------------------------------------- | ---------- | ------------ | ------- | ------------------ | ------------------ | ------------------ | ------------------ | ------------------ |
| Frauen                                            |            |              |         |                    |                    |                    |                    |                    |
| Ivana Kmeťová                                     | K-1 200 m  | 43,445 s     | 6       | 42,510 s           | 5                  | 45,556 s           | 14                 | 14                 |
| Ivana Kmeťová Martina Kohlová                     | K-2 500 m  | 1:45,073 min | 5       | 1:43,653 min       | 5                  | 1:47,683 min       | 13                 | 13                 |
| Männer                                            |            |              |         |                    |                    |                    |                    |                    |
| Ľubomír Hagara                                    | C-1 200 m  | 43,507 s     | 5       | 41,472 s           | 3                  | 43,977 s           | 6                  | 6                  |
| Marek Krajčovič                                   | K-1 1000 m | 3:39,649 min | 7       | nicht qualifiziert | nicht qualifiziert | nicht qualifiziert | nicht qualifiziert | nicht qualifiziert |
| Peter Gelle Erik Vlček                            | K-2 1000 m | 3:19,571 min | 3       | 3:12,690 min       | 1                  | 3:12,519 min       | 8                  | 8                  |
| Peter Gelle Martin Jankovec Juraj Tarr Erik Vlček | K-4 1000 m | 2:55,173 min | 1       | –                  | –                  | 2:56,771 min       | 6                  | 6                  |

#### Kanuslalom

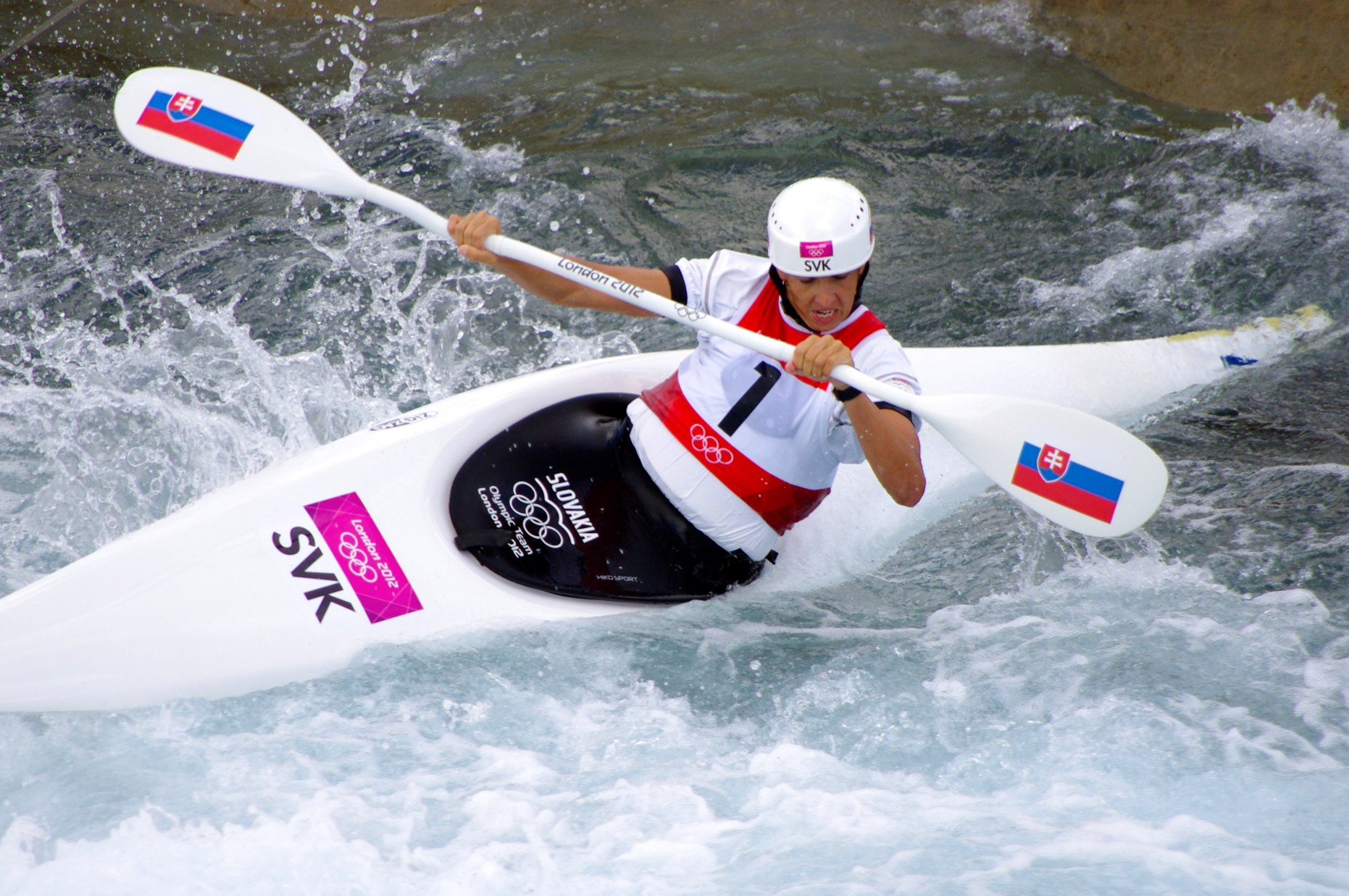
Jana Dukátová

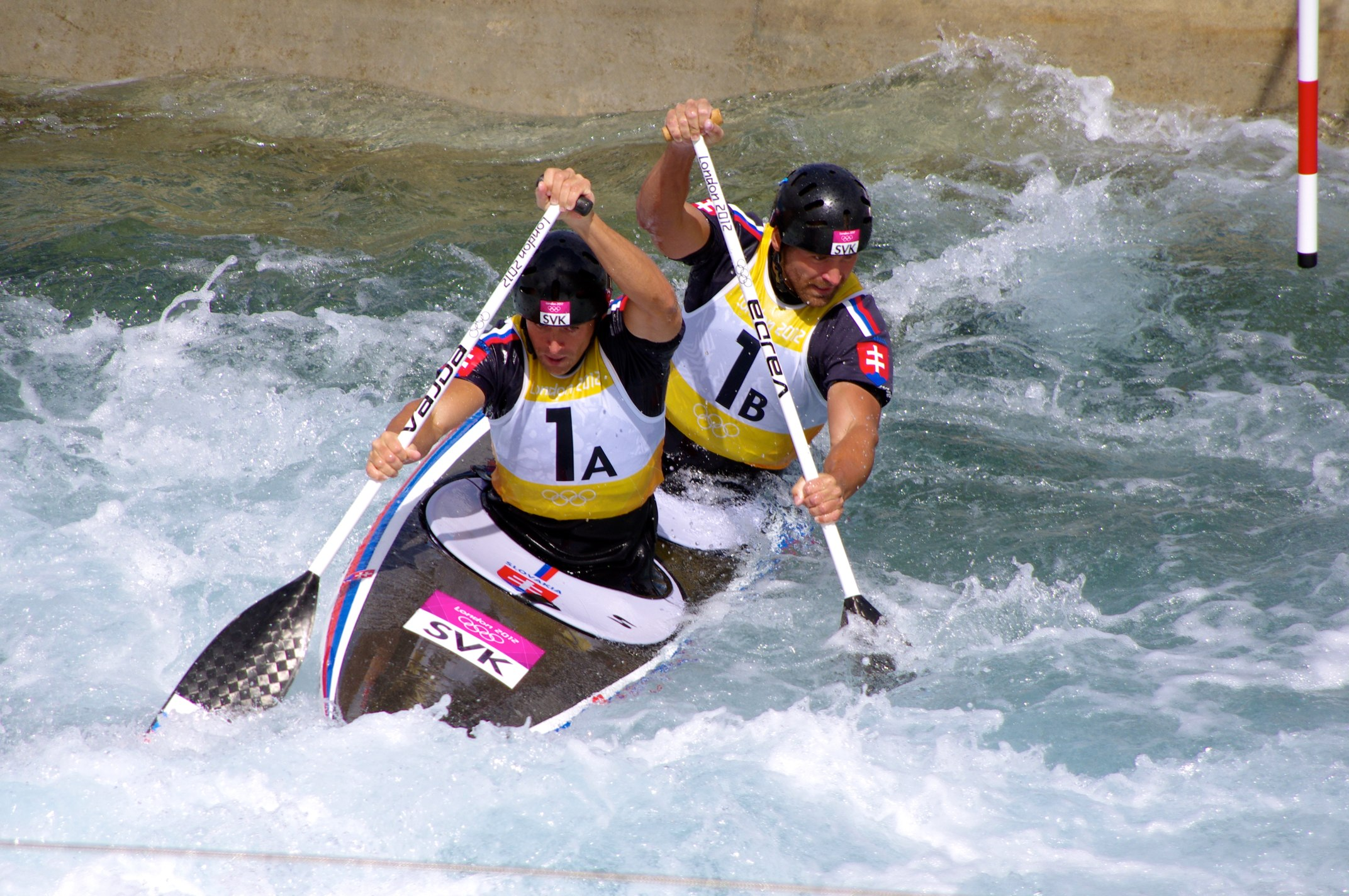
Pavol und Peter Hochschorner

| Athleten                              | Wettbewerb | Vorlauf  | Vorlauf | Halbfinale | Halbfinale | Finale   | Finale | Rang   |
| Athleten                              | Wettbewerb | Zeit     | Rang    | Zeit       | Rang       | Zeit     | Rang   | Rang   |
| ------------------------------------- | ---------- | -------- | ------- | ---------- | ---------- | -------- | ------ | ------ |
| Frauen                                |            |          |         |            |            |          |        |        |
| Jana Dukátová                         | K-1        | 101,37 s | 6       | 110,48 s   | 4          | 111,60 s | 6      | 6      |
| Männer                                |            |          |         |            |            |          |        |        |
| Michal Martikán                       | C-1        | 90,56 s  | 1       | 104,04 s   | 4          | 98,31 s  | 3      | Bronze |
| Pavol Hochschorner Peter Hochschorner | C-2        | 97,52 s  | 2       | 109,04 s   | 2          | 108,28 s | 3      | Bronze |

### Radsport

#### Straße
| Athleten    | Wettbewerb    | Zeit      | Rang |
| ----------- | ------------- | --------- | ---- |
| Männer      |               |           |      |
| Peter Sagan | Straßenrennen | 5:46:37 h | 34   |

### Schießen
| Athleten           | Wettbewerb                      | Qualifikation | Qualifikation | Finale | Finale | Ringe | Rang   |
| Athleten           | Wettbewerb                      | Ringe         | Rang          | Ringe  | Rang   | Ringe | Rang   |
| ------------------ | ------------------------------- | ------------- | ------------- | ------ | ------ | ----- | ------ |
| Frauen             |                                 |               |               |        |        |       |        |
| Daniela Pešková    | Luftgewehr 10 m                 | 395           | 14            | –      | –      | 395   | 14     |
| Daniela Pešková    | Kleinkaliber Dreistellungskampf | 576           | 34            | –      | –      | 576   | 34     |
| Zuzana Štefečeková | Trap                            | 73            | 2             | 21     | 2      | 93    | Silber |
| Danka Barteková    | Skeet                           | 70            | 2             | 20     | 3      | 90    | Bronze |
| Männer             |                                 |               |               |        |        |       |        |
| Pavol Kopp         | Luftpistole 10 m                | 576           | 21            | –      | –      | 576   | 21     |
| Juraj Tužinský     | Luftpistole 10 m                | 580           | 15            | –      | –      | 580   | 15     |
| Pavol Kopp         | Freie Pistole 50 m              | 556           | 20            | –      | –      | 556   | 20     |
| Juraj Tužinský     | Freie Pistole 50 m              | 554           | 23            | –      | –      | 554   | 23     |
| Jozef Gönci        | Luftgewehr 10 m                 | 591           | 31            | –      | –      | 591   | 31     |
| Jozef Gönci        | Kleinkaliber Dreistellungskampf | 1157          | 31            | –      | –      | 1157  | 31     |
| Jozef Gönci        | Kleinkalibergewehr liegend 50 m | 589           | 39            | –      | –      | 589   | 39     |
| Erik Varga         | Trap                            | 121           | 12            | –      | –      | 121   | 12     |

### Schwimmen
| Athleten             | Wettbewerb          | Vorlauf     | Vorlauf | Halbfinale         | Halbfinale         | Finale             | Finale             | Rang |
| Athleten             | Wettbewerb          | Zeit        | Rang    | Zeit               | Rang               | Zeit               | Rang               | Rang |
| -------------------- | ------------------- | ----------- | ------- | ------------------ | ------------------ | ------------------ | ------------------ | ---- |
| Frauen               |                     |             |         |                    |                    |                    |                    |      |
| Miroslava Syllabová  | 50 m Freistil       | 26,07 s     | 38      | nicht qualifiziert | nicht qualifiziert | nicht qualifiziert | nicht qualifiziert | 38   |
| Katarína Filová      | 100 m Freistil      | 56,58 s     | 31      | nicht qualifiziert | nicht qualifiziert | nicht qualifiziert | nicht qualifiziert | 31   |
| Katarína Filová      | 200 m Freistil      | 2:02,03 min | 8       | nicht qualifiziert | nicht qualifiziert | nicht qualifiziert | nicht qualifiziert |      |
| Denisa Smolenová     | 100 m Schmetterling | 59,48 s     | 28      | nicht qualifiziert | nicht qualifiziert | nicht qualifiziert | nicht qualifiziert |      |
| Denisa Smolenová     | 200 m Schmetterling | 2:11,10 min | 21      | nicht qualifiziert | nicht qualifiziert | nicht qualifiziert | nicht qualifiziert | 21   |
| Katarína Listopadová | 200 m Lagen         | 2:16,81 min | 28      | nicht qualifiziert | nicht qualifiziert | nicht qualifiziert | nicht qualifiziert | 28   |
| Männer               |                     |             |         |                    |                    |                    |                    |      |
| Tomáš Klobučník      | 200 m Brust         | 2:13,40 min | 23      | nicht qualifiziert | nicht qualifiziert | nicht qualifiziert | nicht qualifiziert | 23   |

### Tennis
| Athleten                              | Wettbewerb | 1. Runde                              | 1. Runde      | 2. Runde           | 2. Runde           | Achtelfinale       | Achtelfinale       | Viertelfinale      | Viertelfinale      | Halbfinale         | Halbfinale         | Finale             | Finale             |
| Athleten                              | Wettbewerb | Gegner                                | Ergebnis      | Gegner             | Ergebnis           | Gegner             | Ergebnis           | Gegner             | Ergebnis           | Gegner             | Ergebnis           | Gegner             | Ergebnis           |
| ------------------------------------- | ---------- | ------------------------------------- | ------------- | ------------------ | ------------------ | ------------------ | ------------------ | ------------------ | ------------------ | ------------------ | ------------------ | ------------------ | ------------------ |
| Frauen                                |            |                                       |               |                    |                    |                    |                    |                    |                    |                    |                    |                    |                    |
| Dominika Cibulková                    | Einzel     | Zwetana Pironkowa                     | 6:74, 2:6     | nicht qualifiziert | nicht qualifiziert | nicht qualifiziert | nicht qualifiziert | nicht qualifiziert | nicht qualifiziert | nicht qualifiziert | nicht qualifiziert | nicht qualifiziert | nicht qualifiziert |
| Daniela Hantuchová                    | Einzel     | Li Na                                 | 6:2, 3:6, 6:3 | Alizé Cornet       | 6:3, 6:0           | Caroline Wozniacki | 4:6, 2:6           | nicht qualifiziert | nicht qualifiziert | nicht qualifiziert | nicht qualifiziert | nicht qualifiziert | nicht qualifiziert |
| Dominika Cibulková Daniela Hantuchová | Doppel     | Agnieszka Radwańska Urszula Radwańska | 2:6, 1:6      | –                  | –                  | nicht qualifiziert | nicht qualifiziert | nicht qualifiziert | nicht qualifiziert | nicht qualifiziert | nicht qualifiziert | nicht qualifiziert | nicht qualifiziert |
| Männer                                |            |                                       |               |                    |                    |                    |                    |                    |                    |                    |                    |                    |                    |
| Martin Kližan                         | Einzel     | Andy Roddick                          | 5:7, 4:6      | nicht qualifiziert | nicht qualifiziert | nicht qualifiziert | nicht qualifiziert | nicht qualifiziert | nicht qualifiziert | nicht qualifiziert | nicht qualifiziert | nicht qualifiziert | nicht qualifiziert |
| Lukáš Lacko                           | Einzel     | Philipp Petzschner                    | 6:75, 1:6     | nicht qualifiziert | nicht qualifiziert | nicht qualifiziert | nicht qualifiziert | nicht qualifiziert | nicht qualifiziert | nicht qualifiziert | nicht qualifiziert | nicht qualifiziert | nicht qualifiziert |
| Martin Kližan Lukáš Lacko             | Doppel     | Janko Tipsarević Nenad Zimonjić       | 3:6, 3:6      | –                  | –                  | nicht qualifiziert | nicht qualifiziert | nicht qualifiziert | nicht qualifiziert | nicht qualifiziert | nicht qualifiziert | nicht qualifiziert | nicht qualifiziert |

### Triathlon
| Athleten      | Wettbewerb | Zeit      | Rang |
| ------------- | ---------- | --------- | ---- |
| Männer        |            |           |      |
| Richard Varga | Einzel     | 1:49:25 h | 22   |

### Turnen
| Athleten        | Wettbewerb       | Qualifikation | Qualifikation | Finale             | Finale             | Rang               |
| Athleten        | Wettbewerb       | Punkte        | Rang          | Punkte             | Rang               | Rang               |
| --------------- | ---------------- | ------------- | ------------- | ------------------ | ------------------ | ------------------ |
| Frauen          |                  |               |               |                    |                    |                    |
| Mária Homolová  | Mehrkampf Einzel | 47,023        | 57            | nicht qualifiziert | nicht qualifiziert | nicht qualifiziert |
| Männer          |                  |               |               |                    |                    |                    |
| Samuel Piasecký | Barren           | 15,358        | 11            | nicht qualifiziert | nicht qualifiziert | nicht qualifiziert |
| Samuel Piasecký | Reck             | 12,666        | 65            | nicht qualifiziert | nicht qualifiziert | nicht qualifiziert |